# Organisation pour la prévention de la cécité
L’Organisation pour la prévention de la cécité (OPC) est une organisation non gouvernementale (ONG) reconnue d’utilité publique qui œuvre depuis plus de 40 ans pour préserver la vue des plus démunis en Afrique Francophone, en aidant à la mise en place de systèmes de santé oculaire et de correction de la vision (formation, équipement, dépistage, soin) ainsi qu’à l’éradication des maladies infectieuses cécitantes.

## Histoire
L’OPC a été créée en 1978 à l’initiative de M. Christian Monnier. Retraité du milieu bancaire, il a su réunir autour de lui le Pr André Dubois-Poulsen, qui fut chef de service de l’hôpital des Quinze-Vingts et président de la Société française d'ophtalmologie, et M. Pierre Aubé, ancien conseiller financier.
Le Pr Dubois-Poulsen a présidé durant huit ans le conseil d’administration de l’OPC et organisé les premiers projets en Afrique, notamment le programme Yeleen au Mali. Grâce à lui l’OPC deviendra membre de l’Agence Internationale pour la Prévention de la Cécité (IAPB).
Au cours des ans, l’OPC va multiplier ses missions, créer des réseaux de soins oculaires primaires, et soutenir l’Institut d’Ophtalmologie Tropicale de l’Afrique (IOTA). Puis, sous la présidence du Pr Jean Langlois, ancien chef de service d’ophtalmologie du CHU de Rouen, et grâce au Docteur Marcel Chauvet, médecin général inspecteur, la lutte contre l’onchocercose, la « cécité des rivières » en Afrique sera élevée au rang de priorité. Cette lutte sera menée de concert avec d’autres ONG et avec l’Organisation mondiale de la santé. Des liens seront aussi établis avec le ministère de la Coopération et du développement.
À cette époque, un programme de création d’un service ophtalmologique à l’hôpital pédiatrique GRALL de Saigon (Viêt Nam) a été mené avec succès sur cinq ans.
En 1997, le Pr Langlois devient président d’honneur laissant la place au Pr Yves Pouliquen
, ancien chef du service d’ophtalmologie de l’Hôtel-Dieu à Paris, membre de l’Académie française depuis 2001, de l’Académie nationale de médecine et de l’Académie internationale d’ophtalmologie.
Le Pr Pouliquen renforce avec le Ministère des Affaires Étrangères, la lutte contre l’onchocercose et contre le trachome en Afrique de l’Ouest et développe les soutiens techniques pour le traitement de la cataracte. Le Docteur Dominique Négrel, directeur exécutif de l’OPC, expert en santé publique appliquée à l’ophtalmologie et dans la mise en place de structures de soins oculaires, contribue grandement à l’engagement de l’OPC dans la formation en ophtalmologie des personnels de santé.
Par ailleurs, l’OPC met en place un plan de soutien à la lutte contre la dégénérescence maculaire lié à l’âge (DMLA) en dotant plusieurs centres de matériels de diagnostic performants intégrés en réseau sous l’impulsion du Pr Christian Corbé, vice-président de l’OPC, médecin général inspecteur, président-fondateur de l’association représentative des initiatives en basse-vision, du Docteur Jean-François Ceccon, ophtalmologiste, administrateur et ancien directeur des programmes de l’OPC, et de M. Denis Brillard, administrateur de l’OPC et directeur du centre d’accueil et de prise en charge de réadaptation pour aveugles à Nîmes, l’ARAMAV.
En 2006 débute en France un programme de prévention de la rétinopathie diabétique, en collaboration avec l’Association Valentin Haüy au service des aveugles et des malvoyants (AVH) et le réseau OPHDIAT de l’AP-HP. Seize centres seront équipés, en région parisienne et en Province.
La même année, à l’initiative de l’OPC, un groupe de réflexion regroupant des personnels de cinq hôpitaux parisiens de référence s’engage dans un projet de constitution de réseaux de prise en charge de la basse-vision en Île-de-France.
En 2010 le Pr Pouliquen, après douze ans de présidence de l’OPC passe le relais à Mme Nathalie Brunet, juriste et directrice d’une entreprise française, leader mondial dans son domaine. L’OPC développe ses missions dans les pays francophones, en particulier africains, mais aussi en Haïti, en Moldavie, ainsi qu’en France.
En 2011, le Pr Serge Resnikoff devient Président de l’OPC. Ancien responsable du département de la vision, de la surdité et des handicaps physiques à l’OMS, il est impliqué dans de nombreuses organisations pour la prévention de la cécité. L’OPC décide alors de recentrer ses missions à destination des pays en développement, en particulier africains, continuant ainsi, à sa mesure, de contribuer à un meilleur équilibre entre « pays du nord » et « pays du sud ».
En 2020, l'OPC écrit un nouveau projet associatif qui définit le cadre et les orientations dans lesquels s’inscrivent les activités menées, tant au niveau du fonctionnement de la vie associative qu’à celui du déroulement des programmes. Ce projet associatif correspond à la plateforme institutionnelle de référence pour les actions menées dans le respect des valeurs fondatrices de l’OPC.

### L’OPC
- est reconnue d’utilité publique[9];
- est en relation officielle avec l’OMS, Organisation mondiale de la Santé[10] ;
- est honorée du haut patronage du président de la République : Monsieur Giscard d’Estaing, Monsieur Mitterrand, Monsieur Chirac puis Monsieur Sarkozy ont témoigné leur intérêt pour l’action de l’OPC[réf. nécessaire];
- est membre actif de l’initiative mondiale Vision 2030 – le Droit à la Vue porté par l'IAPB;
- est labellisée IDEAS, ce qui atteste de ses bonnes pratiques en matière de gouvernance, gestion financière et suivi de l’efficacité de l’action[11].

### Les Ambassadeurs de l'OPC
Plusieurs personnalités soutiennent ou ont soutenu l'OPC, dans l'ordre d'arrivée :
- Claudie Haigneré. Scientifique, spationaute, ancien Ministre de la recherche, Présidente d’Universcience1 à Paris.
- Jean Loup Dabadie. Écrivain, Journaliste, Auteur dramatique, Scénariste et dialoguiste, Membre de l’Académie française.
- Rokia Traoré. Auteur-compositeur, chanteuse & guitariste. Présidente de la Fondation Passerelle.
- Chloé Trespeuch. Snowboardeuse française, membre de l’équipe de France.
- Emma Bernard. Snowboardeuse professionnelle, membre de l’équipe de France.
- Moh Kouyaté. Musicien, chanteur, guitariste.
- Ayọ. Auteur-compositeur. Chanteuse et guitariste.
- Mikelangelo Loconte. Chanteur, auteur-compositeur, interprète et directeur artistique. Rôle de Wolfgang Amadeus Mozart dans Mozart, l’opéra rock.

## Programmes
Dans les pays en développement d’Afrique Francophone, la cataracte, le trachome, l’onchocercose, le glaucome sont les principales causes de déficiences visuelles et de cécité. On estime ainsi que 80 % des causes de perte de la vue sont évitables et/ou curables. C’est pourquoi l’OPC intervient avec ses nombreux partenaires dans l’élaboration, la mise en place, le suivi et l’évaluation de programmes  durables s’adressant au plus grand nombre et permettant :
- de spécialiser des personnels de santé ophtalmologique qualifiés et autonomes, à tous les niveaux : médecin, infirmier, technicien supérieur, agent communautaire
- de prodiguer des soins oculaires complets de qualité
- d’administrer des traitements médicamenteux aux populations
- d’effectuer un dépistage précoce des maladies oculaires

## Réseau
Les activités de l’OPC s’appuient aujourd’hui sur l’expertise de nombreux[non neutre] professionnels qui composent son Conseil d’Administration, en particulier dans le domaine de l’ophtalmologie, de la santé publique oculaire, de la médecine tropicale, de l’optométrie et de l’épidémiologie.
L'OPC a noué des relations privilégiées avec les partenaires suivants : 
- Christofell Blindenmission (CBM)
- Coordination Sud
- Fondation Gouault-Wendling
- Fondation Théa
- International Agency for the Prevention of Blindness / Agence Internationale pour la Prévention de la Cécité (IAPB)
- International Coalition for Trachoma Control / Coalition Internationale pour la lutte contre le Trachome (ICTC)
- Institut des Dirigeants et d'Associations & Fondations
- Institut d'ophtalmologie tropicale de l'Afrique (IOTA)
- International Trachoma Initiative / Programme de l’initiative internationale contre le trachome (ITI)
- Light for the World
- Lions Club International Foundation / Fondation internationale des Lions Clubs (LCIF)
- Prévention Cécité Lions
- Réseau Africain Francophone des Experts du Trachome (RAFET)
- Sight Savers International (SSI)
- Société Française d'Ophtalmologie (SFO)
- The End Fund
- Université Internationale Abulcasis des Sciences de la santé (UIASS)